# Deuveotrechus
Deuveotrechus is een geslacht van kevers uit de familie van de loopkevers (Carabidae). De wetenschappelijke naam van het geslacht is voor het eerst geldig gepubliceerd in 1995 door Ueno.

## Soorten
Het geslacht Deuveotrechus omvat de volgende soorten:
- Deuveotrechus yuae Deuve, 1992